# Сідамо

регіон народів і народностей півдня

Сідамо — група народів, що проживають на південному заході Ефіопії та спілкуються мовою сідамо.

## Географія
Народи сідамо проживають у гірських районах південно-західної Ефіопії, в Регіоні народів і народностей півдня, на території старих ефіопських провінцій Кефа (Каффа-Джимма), Гамо-Гофа й Сідамо.

## Історія та етнографія
До народів сідамо належать народи, що спілкуються мовами кушитської групи: власне сідамо, а також дараса, камбатта, хадія, алаба, тамбаро. Деякі вчені беруть групу більш широко — до неї включаються також омето (уоламо, койра, баскето), каффа, гімірра та маджі.
Чисельність сідамо становить 2 632 тисяч осіб. 90% з них — християни, решта сповідують іслам та африканські традиційні релігії. Переважна більшість (85%) займається сільським господарством, гірським землеробством (вирощуються кава, тефф, дурра, ячмінь), а також скотарством.
У XIII–XVI століттях народи сідамо проживали північніше, ніж у наш час, і входили до складу мусульманських султанатів Хадія, Іфат і Дауро. У XVI столітті численний народ оромо завоював більшу частину території, яку населяли сідамо, відтіснивши ті народи до гір південно-західної Ефіопії.